# Перальта Лагос, Хосе Мария
Хосе Мария Перальта Лагос (исп. José María Peralta Lagos; 1873—1944) — сальвадорский писатель, военный инженер и государственный деятель. Писал под псевдонимом Т. П. Мечин (T.P. Mechín).

## Биография
Перальта Лагос родился 25 июля 1873 года в Санта-Текле, Сальвадор. Учился в Инженерной академии Гвадалахары — военной школе в Гвадалахаре, Испания. Был инициатором (наряду с Хосе Эмилио Алькайне) и главным инженером строительства Национального театра Сальвадора в начале XX века.
Был военным и морским министром при президенте Мануэле Энрике Араухо (1911—1913), дипломатическим представителем Сальвадора в Испании (1927—1931). Он также состоял членом Сальвадорской академии языка.
В своих произведениях Лагос следовал традициям костумбризма, родоначальником которого в сальвадорской литературе он считался. Обильно использовал юмор, иронию и сатиру. Известностью пользовались его сборник остросатирических и юмористических рассказов «В шутку» (1923), повесть «Доктор Гоноррейтигорреа» (1926), пьеса «Кандидат» (1931), роман «Смерть голубки, или Злоключения корреспондента» (1933, русский перевод 1962).